# Tom Greenway
Tom Greenway (5 de junio de 1909–8 de febrero de 1985) fue un actor cinematográfico y televisivo estadounidense de carácter, cuya carrera transcurrió principalmente en la televisión dentro del género western, abarcando la misma el período entre 1949 y 1965.

## Primeros años
Nacido en Booneville (Arkansas), durante la Segunda Guerra Mundial sirvió en el Cuerpo Aéreo del Ejército de los Estados Unidos. Estando en una misión fue derribado, pasando más de un año en campos italianos y alemanes para prisioneros de guerra. Tras licenciarse, actuó en Broadway, en la ciudad de Nueva York, antes de entrar a trabajar en la industria cinematográfica, para la cual hizo muchos papeles sin acreditar en los inicios de su carrera.

## Carrera interpretativa
Entre sus papeles sin créditos figuran sus dos primeras películas en 1949, Impact y Deputy Marshal. Con bastante frecuencia encarnó a oficiales de la ley, y en 1952 trabajó en la película de Dale Robertson The Outcasts of Poker Flat, basada en un cuento de Bret Harte.
Greenway actuó dos veces entre 1954 y 1955 en la serie televisiva de Rod Cameron City Detective. En 1955 fue artista invitado en el episodio "The Big Genius", de la serie de la NBC Dragnet, protagonizada y narrada por Jack Webb. En 1958, Greenway apareció cuatro veces en otra serie de Rod Cameron, State Trooper, esta del género western: interpretó al sheriff Bronson en los episodios "Stay Lost, Little Girl", "Dangerous Honeymoon", "Full Circle", y "Death on Wheels". Ese mismo año apareció en la serie de Pat Conway Tombstone Territory, en el episodio titulado "Geronimo", con John Doucette como el jefe apache Gerónimo. También en 1958 fue el Dr. Quinn en "The Dan Hogan Story", dentro de la serie western de la NBC Wagon Train. En 1959 interpretó a John Sebrey en "Death of a Gunfighter", episodio de la producción de Richard Boone Have Gun - Will Travel. Ese mismo año fue Frank Chanault en el film These Thousand Hills.
Entre 1957 y 1960 hizo cinco papeles diferentes en otros tantos capítulos de la serie de la CBS Gunsmoke, con James Arness. En 1961 tomó parte de "Gamble with Death", un episodio de la serie de western Death Valley Days, en el que John Doucette volvió a interpretar a Gerónimo. Ese mismo año participó en Bat Masterson, Rawhide y en "The Return of the Widow Brown", un episodio de la serie protagonizada por Henry Fonda The Deputy. También en 1961, intervino en el episodio "Very Hard Sale" de la serie policíaca de la NBC 87th Precinct.
En 1962 trabajó dos veces en la serie de la NBC Laramie. Fue, así mismo, Henry Sharp en el segmento "Don't Wake a Tiger" del programa de Dale Robertson Tales of Wells Fargo. En Bonanza actuó cinco veces entre 1960 y 1962, y en Perry Mason participó en los episodios "The Case of the Howling Dog" (1959) y "The Case of the Fifth-Millionth Frenchman" (1964).
Su última interpretación fue en 1965, como marshal en "The Verdict", un episodio de la serie de Robert Horton para la ABC A Man Called Shenandoah. 
Tom Greenway falleció a causa de un infarto agudo de miocardio en Los Ángeles, California, en 1985, casi 20 años después de su última interpretación. Le sobrevivió su esposa, Helen T. Greenway.